# Будинок Мойше Пінелеса
Будинок Мойше Пінелеса — триповерхова кам'яна споруда, забудова якої розпочалася ще у XVIII столітті, а завершилася в 1902 році завдяки Мойше Пінелесу. Вона є досить неординарною, збудована у стилі еклектики. Будинок розташовується за адресою: м. Івано-Франківськ, вул. Мазепи, 5.

## Історія

Іван Мандичевський

Історично стверджується, що вулиця, на якій розташований будинок Мойше Пінелеса, називалася Вірменською, адже у цьому районі були поселення вірменів. Вже в XVIII столітті розпочалася розбудова будинку, який перейшов у власність Матея Скулича, разом із землею навкруги.
У 1897 році власником цієї споруди став українець Іван Мандичевський, придбавши її за 24 000 корон. Він був адвокатом, а також хорошим приятилем Івана Франка. Вже через два місяці Мандичевський був змушений продати нерухомість Мойше Пінелесу. Чому це сталося точно невідомо, та, можливо, це відбулося під тиском єврейських землевласників. У 1902 році Пінелес завершив будівництво споруди. Триповерховий дім, який містив суміш різних архітектурних стилів, викликав неабиякі враження в жителів Станиславова.
Але й новий власник триповерхової кам'яниці (Мойше Пінелес) володів нею недовго. Не відомо з яких причин він у 1906 році продав цю споруду.
Перший поверх із великими вітринними вікнами займали крамниці, які досить часто змінювалися. Нині ми бачимо на цьому поверсі різні торгові заклади. Найбільшою і найвідомішою з них є крамниця одягу «СТОК». А ось на другому і третьому поверсі живуть люди, ще в 1939 році тут налічувалося п'ять квартир.
Цікаво, що Друга польська гімназія, яка стояла навпроти, через нестачу приміщень орендувала «покої» в будинку Мойше Пінелеса для фізичного кабінету та спортзалу.